# 硫氰酸亚铜
硫氰酸亚铜是一种配位聚合物，化学式为CuSCN。它在空气中稳定。

## 结构
硫氰酸亚铜的两种晶型已经得到了表征。右图表现出的是四面体配位结构的铜（I），SCN-配体的末端的硫是三桥接的。

## 制备
硫氰酸亚铜由干燥的黑色的硫氰酸铜的自发分解生成，分解反应同时也会产生硫氰，加热有利于分解。在水中，硫氰酸铜的分解也会产生硫氰酸亚铜，同时生成硫氰酸和剧毒的氰化氢等物。
它通常由Cu2+（如硫酸铜）在亚硫酸的存在下搅拌，缓慢滴加可溶性硫氰酸盐得到)，沉淀为白色固体。还原剂也可替换为硫代硫酸盐。

## 复盐
硫氰酸亚铜可以和碱金属元素形成复盐，如CsCu(SCN)2。这种复盐仅在浓CsSCN溶液中生成。在低浓度溶液中，复盐会解离出CuSCN沉淀。
有K、Na和Ba的硫氰酸盐存在时，溶液通过浓缩结晶，混合物会析出，它们不是复盐。这只有对于CsCu(SNC)2可以通过浓缩溶液的方法得到。

## 应用
硫氰酸亚铜是空穴导体，是宽带隙为3.6eV的半导体，因此可以透过可见光和近红外光。它被用于某些第三代电池中的光伏作为空穴传输层，显示出P型半导体和固态电解质的特性，常用于染料敏化的太阳能电池。然而，其空穴电导率相对较差（0.01S·m-1）。它可以通过多种处理方法改善，例如暴露于氯气中或用(SCN)2掺杂。
掺有一氧化鎳的硫氰酸亞銅在PVC中可以作为防烟添加剂协同使用。
沉淀在碳载体上的硫氰酸亞銅可用于将芳基卤化物转化为芳基硫氰酸酯的反应。
硫氰酸亚铜可以用作防污涂料。它与氧化亚铜相比，它是白色的，是更有效的杀菌剂。